# Villegats (Charente)
Villegats ist eine Ortschaft und eine ehemalige französische Gemeinde mit 225 Einwohnern (Stand: 1. Januar 2022) im Département Charente in der Region Nouvelle-Aquitaine (vor 2016: Poitou-Charentes). Sie gehörte zum Arrondissement Confolens und zum Kanton Charente-Nord. Die Einwohner werden Villegatois genannt.
Mit Wirkung vom 1. Januar 2019 wurden die ehemaligen Gemeinden Courcôme, Villegats und Tuzie zur namensgleichen Commune nouvelle Courcôme zusammengeschlossen und haben in der neuen Gemeinde der Status einer Commune déléguée. Der Verwaltungssitz befindet sich im Ort Courcôme.

## Geographie
Villegats liegt etwa 37 Kilometer nördlich von Angoulême. Villegats wird umgeben von den Nachbarorten La Faye im Nordwesten und Norden, Ruffec im Norden und Nordosten, Barro im Nordosten und Osten, Verteuil-sur-Charente im Osten und Südosten, Salles-de-Villefagnan im Süden, Tuzie im Südwesten sowie Courcôme im Westen.

## Bevölkerungsentwicklung
| Jahr                       | 1962 | 1968 | 1975 | 1982 | 1990 | 1999 | 2006 | 2013 |
| Einwohner                  | 262  | 234  | 209  | 258  | 245  | 263  | 246  | 222  |
| Quellen: Cassini und INSEE |      |      |      |      |      |      |      |      |

## Sehenswürdigkeiten
- Kirche Saint-Benoît aus dem 12. Jahrhundert
- Johanniterkommende (zuvor Kommende des Tempelritterordens von 1194)

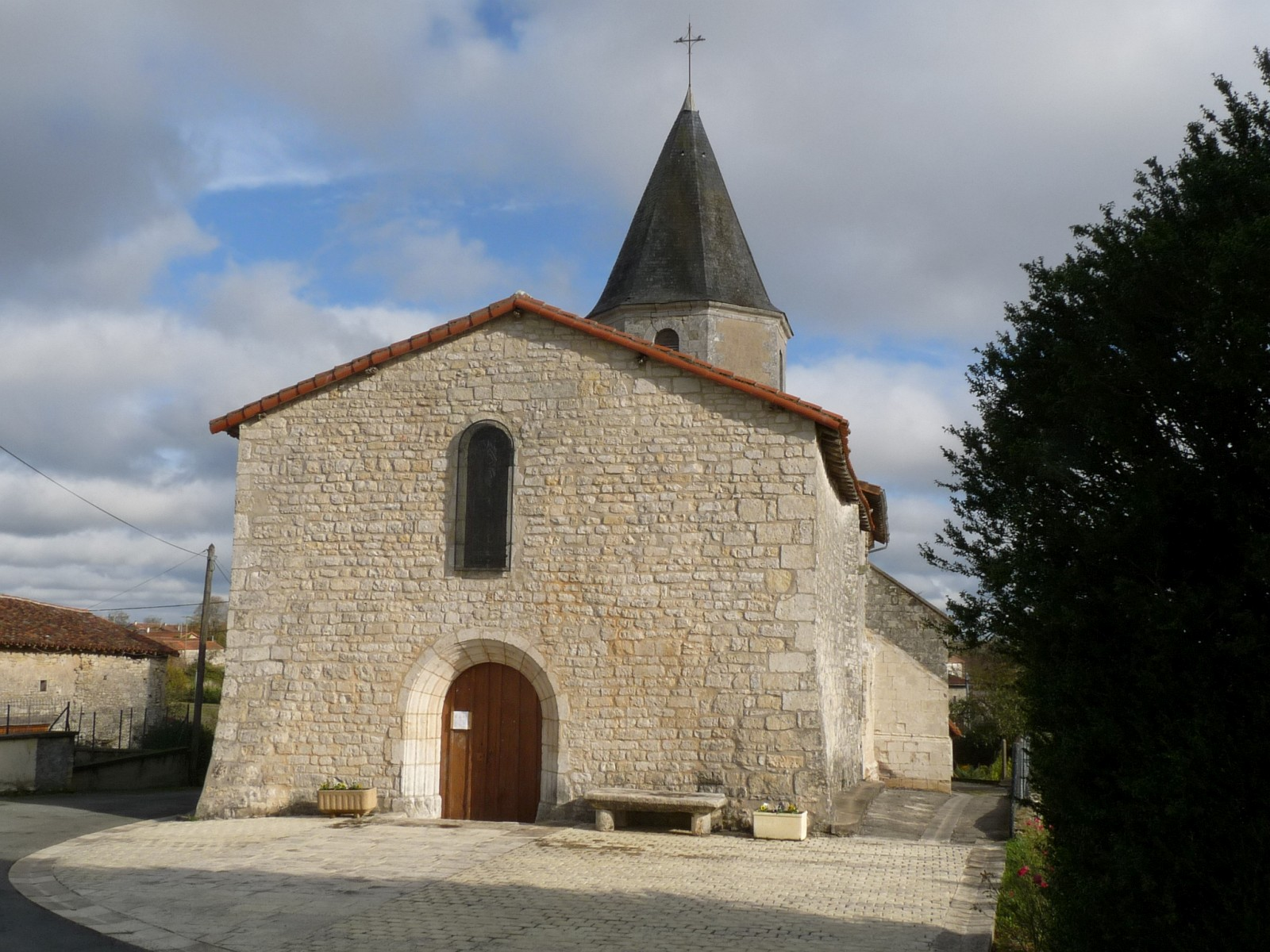
Kirche Saint-Benoît
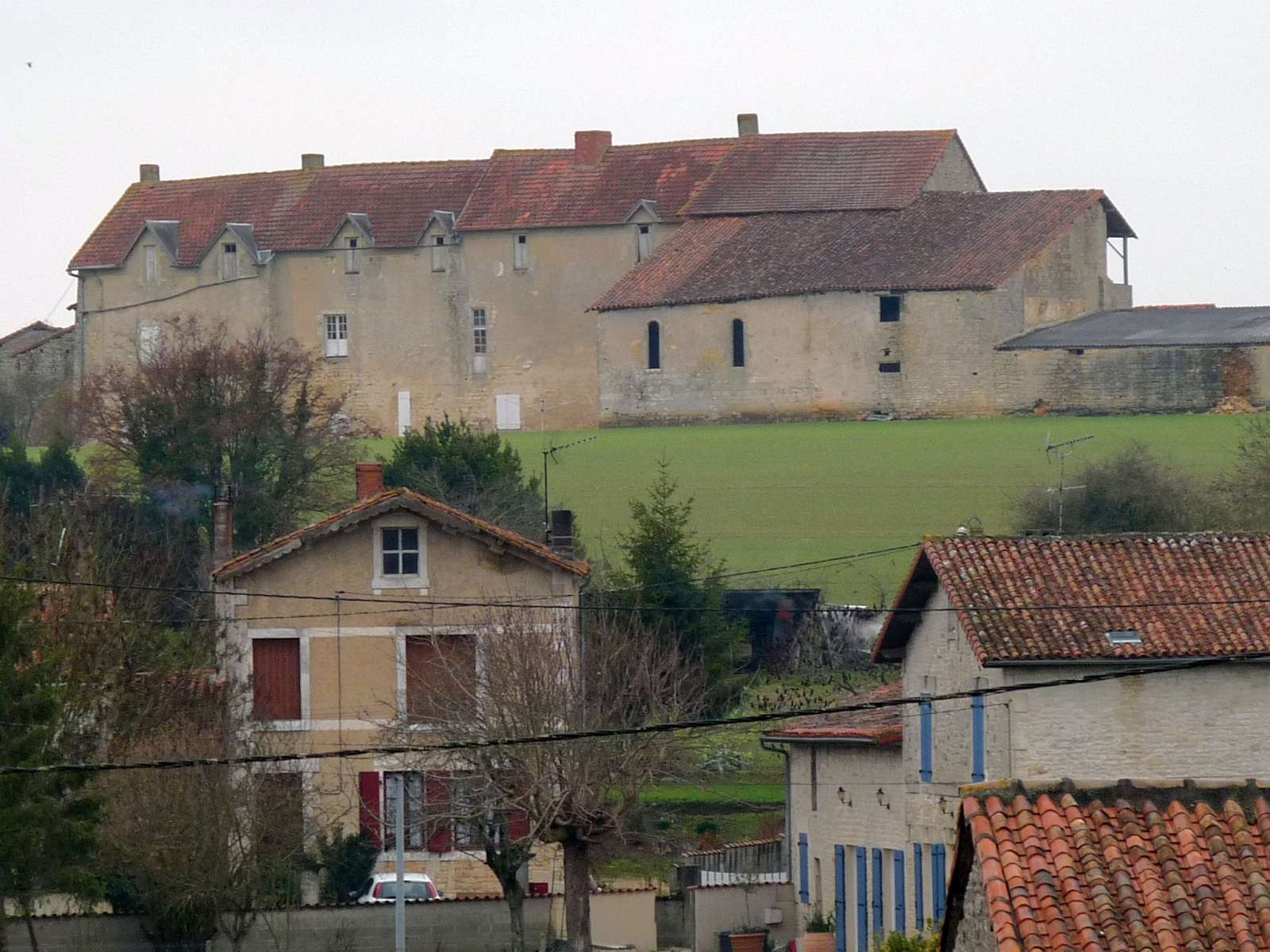
Kommende